# Aerenea setifera
Aerenea setifera là một loài bọ cánh cứng trong họ Cerambycidae.